# Thelymitra mackibbinii
Thelymitra mackibbinii är en orkidéart som beskrevs av Ferdinand von Mueller. Thelymitra mackibbinii ingår i släktet Thelymitra och familjen orkidéer. Inga underarter finns listade i Catalogue of Life.